# Baldellia alpestris
Baldellia alpestris är en svaltingväxtart som först beskrevs av Ernest Saint-Charles Cosson, och fick sitt nu gällande namn av José María Laínz Ribalaygua. Baldellia alpestris ingår i släktet flocksvaltingar, och familjen svaltingväxter. IUCN kategoriserar arten globalt som nära hotad. Inga underarter finns listade.